# AZS Uniwersytet Warszawski
Klub Uczelniany Akademickiego Związku Sportowego Uniwersytetu Warszawskiego – wielosekcyjny, uczelniany klub sportowy działający przy Uniwersytecie Warszawskim, założony w lipcu 1916. 

## Historia
Aktualnie klub posiada kilkanaście sekcji sportowych. Część sekcji, zwłaszcza sportów drużynowych uczestniczy w rozgrywkach lig ogólnopolskim na szczeblu krajowym, wojewódzkim oraz regionalnym. Sekcje tradycyjnie uczestniczą także w Akademickich Mistrzostwach Warszawy, gdzie zajmują czołowe miejsca.

## Wyniki

### Akademickie Mistrzostwa Polski (dawniej Mistrzostwa Polski Szkół Wyższych)
|                       | klasyfikacja ogólna | klasyfikacja uniwersytetów |
| --------------------- | ------------------- | -------------------------- |
| XXI MPSzW 2000/2002   | 2                   | 1                          |
| XXII MPSzW 2002/2004  | 1                   | 1                          |
| XXIII MPSzW 2004/2006 | 3                   | 2                          |
| XXIV MPSzW 2006/2007  | 1                   | 1                          |
| XXV MPSzW 2007/2008   | 3                   | 1                          |
| XXVI AMP 2008/2009    | 1                   | 1                          |
| XXVII AMP 2009/2010   | 1                   | 1                          |
| XXVIII AMP 2010/2011  | 1                   | 1                          |
| XXIX AMP 2011/2012    | 1                   | 1                          |
| XXX AMP 2012/2013     | 2                   | 1                          |
| XXXI AMP 2013/2014    | 1                   | 1                          |

### Akademickie Mistrzostwa Warszawy i Mazowsza
| edycja i rok    | klasyfikacja ogólna |
| --------------- | ------------------- |
| AMWiM 2009/2010 | 1                   |
| AMWiM 2010/2011 | 1                   |
| AMWiM 2011/2012 | 2                   |
| AMWiM 2012/2013 | 1                   |

## Zespoły ligowe
AZS Uniwersytet Warszawski – męska drużyna piłki wodnej uczestnicząca w rozgrywkach Ekstraklasy która jest najwyższą klasą rozgrywkową tej dyscypliny w Polsce.
AZS UW Warszawa – męska drużyna piłki ręcznej uczestnicząca w rozgrywkach I ligi piłki ręcznej mężczyzn.
AZS Uniwersytet Warszawski – męska drużyna futsalu uczestnicząca w rozgrywkach I ligi.